# Les Passagers de la nuit (film, 2022)
Ne doit pas être confondu avec Les Passagers de la nuit (film, 1947).
Pour plus de détails, voir Fiche technique et Distribution.
Les Passagers de la nuit est un film dramatique français écrit et réalisé par Mikhaël Hers et sorti en 2022.

## Synopsis
Dans les années 1980, Élisabeth est quittée par son mari et doit trouver un emploi pour subvenir aux besoins de sa famille et notamment, ses deux enfants, Matthias et Judith. Elle devient standardiste dans une émission de radio nocturne. Elle y rencontre Talulah, une jeune femme en proie aux addictions, qu'elle prend sous son aile.

## Fiche technique
Sauf indication contraire, les informations mentionnées dans cette section peuvent être confirmées par la base de données cinématographiques IMDb,  présente dans la section « Liens externes ».
- Titre original français : Les Passagers de la nuit
- Réalisation : Mikhaël Hers
- Scénario : Maud Ameline, Mikhaël Hers
- Musique : Anton Sanko
- Photographie : Sébastien Buchmann
- Montage : Marion Monnier
- Costumes : Caroline Spieth
- Pays de production : France
- Langue originale : français
- Format : couleur — 16 mm, 35 mm et numérique[1] — 1,85:1 — son 5.1
- Genre : drame
- Durée : 111 minutes
- Dates de sortie :
  - Allemagne : 13 février 2022 (Berlinale)[2]
  - France : 4 mai 2022
  - Belgique : 25 mai 2022
  - Suisse romande : 8 juin 2022
  - Québec : 1er juillet 2022

## Distribution
- Charlotte Gainsbourg : Élisabeth
- Noée Abita : Talulah
- Quito Rayon Richter : Matthias Davies, le fils d'Élisabeth
- Megan Northam : Judith Davies, la fille d'Élisabeth
- Emmanuelle Béart : Vanda Dorval, l'animatrice de l'émission de radio Les Passagers de la nuit
- Thibault Vinçon : Hugo, l'amoureux d'Élisabeth
- Didier Sandre : Jean, le père d'Élisabeth
- Laurent Poitrenaux : Manuel Agostini, le collègue d'Élisabeth à la radio
- Raphaël Thiéry : Francis
- Ophélia Kolb : la collègue de la bibliothèque
- Zoé Bruneau : la prof d'histoire
- Mounir Margoum : Lounès
- Lilith Grasmug : Leïla
- Calixte Broisin-Doutaz : Carlos, l'ami de Matthias

## Production

### Tournage et montage
La plupart des scènes extérieures du film ont été tournées dans le 15e arrondissement de Paris, notamment sur la dalle Beaugrenelle, à la bibliothèque Andrée-Chedid qui s'y trouve (anciennement bibliothèque Beaugrenelle), au square Saint-Lambert, ainsi qu'à la Maison de la Radio. D'autres séquences sont tournées rue Croulebarbe et au square René-Le Gall. Les scènes d'appartement sont quant à elles tournées en intérieur au Zénith de Caen en février 2021.
La scène d'ouverture du film présente le personnage joué par Noée Abita qui manipule un plan indicateur lumineux d’itinéraires du métro de Paris, un objet typique des années 1980. De même, des images d'archives urbaines d'époque (de Paris des années 1981 à 1985), fréquemment utilisées dans le montage final, font apparaître une courte séquence avec Jacques Rivette dans le métro. Une séquence du film est un hommage à François Truffaut par ses personnages qui se faufilent sans payer dans le cinéma L'Escurial dans le 13e arrondissement de Paris alors que celui-ci projette  Les Nuits de la pleine lune d'Éric Rohmer, avec Pascale Ogier et Fabrice Luchini.

## Accueil

### Accueil de la critique
En France, le site Allociné propose une moyenne de 4,0/5 à partir de l'interprétation des critiques de presse recensées[pertinence contestée].

### Box-office
Le film est vu lors de sa sortie en France par 200 776 spectateurs, soit une rentabilté de 42 %
| Pays ou région | Box-office      | Date d'arrêt du box-office | Nombre de semaines |
| -------------- | --------------- | -------------------------- | ------------------ |
| France         | 193 438 entrées | 23 août 2022               | 16                 |
| Total mondial  | 1 395 987 $     | -                          | -                  |

.

## Distinctions

### Nomination
- César 2023 : meilleure musique originale

### Sélection
- Berlinale 2022 : sélection officielle, en compétition pour l'Ours d'or